# Кульшова западина

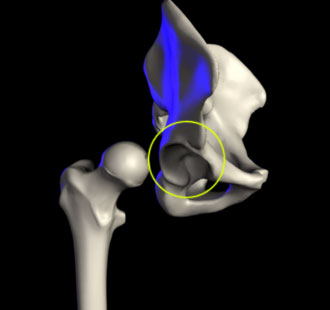
Модель кульшової западини

Кульшова западина, вертлюгова западина, вертлюжна западина (лат. acetabulum) — велика чашоподібна заглибина на бічній поверхні кульшової (тазової) кістки, яка створює кульшовий суглоб з голівкою стегнової кістки.
Три кістки в тазі разом формують кульшову западину. Сіднична кістка утворює небагато більше ніж 2/5 від структури і забезпечує нижні та бокові межі кульшової западини. Клубова кістка формує верхню межу, забезпечуючи трохи менше, ніж 2/5 від структури вертлюжної западини. Решту формує лобкова кістка, біля середньої лінії.